# 長公主和奧蘭治親王妃安妮
安妮，長公主和奧蘭治親王妃（英語：Anne，1709年11月2日—1759年1月12日）是荷兰奧蘭治親王妃和大不列顛王國长公主。她是奥兰治亲王威廉四世的妻子。
安妮是汉諾威选帝侯乔治一世的孙女。1714年，乔治一世被選為英国国王。她的音乐老师是著名音乐家格奥尔格·弗里德里希·韩德尔并会说英语、德语和法语。1727年，身为长女的她获得长公主的头衔。
1734年，她和威廉四世在伦敦结婚。威廉四世据说长的不好看，但安妮公主并不介意。因为安妮不愿意留在家里成为大齡單身女性，所以她想尽快结婚离家。
她在荷兰不受欢迎。荷兰人民认为她高傲自大并凡事都认为英国比荷兰更强大。1751年，她在丈夫逝世后成为儿子的攝政王。